# After Hours (게리 무어의 음반)
| 전문가 평가                           | 전문가 평가 |
| 평가 점수                             | 평가 점수   |
| 출처                                  | 점수        |
| ------------------------------------- | ----------- |
| Allmusic                              | [ 1 ]       |
| The Penguin Guide to Blues Recordings | [ 2 ]       |

《After Hours》는 북아일랜드의 기타리스트 게리 무어의 아홉 번째 솔로 스튜디오 음반으로, 1992년 3월 10일에 발매되었다. 이 음반에는 B.B. 킹과 앨버트 콜린스의 게스트 기고가 수록되어 있다. 이 음반은 영국 음반 차트에서 4위로 정점을 찍었고, 무어의 영국 음반 중 가장 높은 차트를 기록한 음반이 되었다.

## 배경
B.B. 킹 (〈Since I Met You Baby〉)과 앨버트 콜린스 (〈The Blues Is Alright〉)와 함께 녹음된 이 음반은 싱글 〈Cold Day In Hell〉과 〈Separate Ways〉도 포함한다.
멤피스 혼즈와 그의 정규 밴드 (토미 에어의 키보드 포함)와 함께 이 음반은 존 메이올의 〈Key to Love〉나 더스터 베넷의 〈Jumpin' at Shadows〉를 포함한 오리지널과 재연된 작곡을 혼합했다.
이 음반은 좋은 평가를 받았지만, 이전 음반에 비해 대중적인 호평을 받지 못했다.

## 곡 목록
모든 곡들은 특별한 언급이 없는 한 게리 무어에 의해 작사/작곡하였다.
| #   | 제목                                          | 작사·작곡   | 재생 시간 |
| --- | --------------------------------------------- | ----------- | --------- |
| 1.  | 〈Cold Day in Hell〉                          |             | 4:27      |
| 2.  | 〈Don't You Lie to Me (I Get Evil)〉          | 탬파 레드   | 2:30      |
| 3.  | 〈Story of the Blues〉                        |             | 6:41      |
| 4.  | 〈Since I Met You Baby〉                      |             | 2:52      |
| 5.  | 〈Separate Ways〉                             |             | 4:54      |
| 6.  | 〈Only Fool in Town〉                         |             | 3:52      |
| 7.  | 〈Key to Love〉                               | 존 메이올   | 1:59      |
| 8.  | 〈Jumpin' at Shadows〉                        | 더스터 베넷 | 4:21      |
| 9.  | 〈The Blues Is Alright〉 (with 앨버트 콜린스) | 리틀 밀턴   | 5:45      |
| 10. | 〈The Hurt Inside〉                           |             | 5:53      |
| 11. | 〈Nothing's the Same〉                        |             | 5:04      |

## 인증
| 국가                                                  | 인증     | 판매량/출하량 |
| ----------------------------------------------------- | -------- | ------------- |
| 오스트레일리아 (ARIA)                                 | 골드     | 35,000^       |
| 이탈리아 (FIMI)                                       | 골드     | 50,000*       |
| 일본 (RIAJ)                                           | 골드     | 100,000^      |
| 뉴질랜드 (RMNZ)                                       | 플래티넘 | 15,000^       |
| 스페인 (PROMUSICAE)                                   | 골드     | 50,000^       |
| 스웨덴 (GLF)                                          | 플래티넘 | 100,000^      |
| 영국 (BPI)                                            | 골드     | 100,000^      |
| 미국                                                  | —        | 200,000       |
| *판매량을 기반으로 한 인증 ^출하량을 기반으로 한 인증 |          |               |